# 謝金燕
謝金燕（1974年12月25日—），臺灣女歌手、演員，發表作品以臺語流行音樂為主，華語流行音樂及粵語流行音樂為輔。
出生於高雄市左營區，1989年末，謝金燕藉由華視綜藝節目《歡樂週末派》「美腿小姐」選拔奪冠而出道，並多次參與電影、電視劇演出。1991年12月21日，意外車禍令身體重創，事業停擺並進行休養。約一年半過去後，初於1993年6月宣布復出、再於同年8月發行首張國語專輯《你真酷》，翌年轉往台語歌壇發展。
2002年，謝金燕受香港歌手鄭秀文電音舞曲〈眉飛色舞〉啟蒙，發行第九張個人專輯《YOYO姊妹》，加入當時主流少見的台語流行電音，宣告轉型，前衛與獨特幽默風格逐年走紅，其中歌曲〈YOYO姊妹〉和〈叉燒包〉成功紅遍全台，隔年更憑此張專輯入圍第14屆金曲獎最佳台語女演唱人獎，為謝金燕創下首次入圍金曲獎紀錄。2005年5月，發行第十一張個人專輯《練舞功》，專輯同名歌曲〈練舞功〉獲得更為廣泛的矚目，紅出海外，人氣水漲船高，為謝金燕音樂生涯寫下重要里程碑，不但成為當代華語流行音樂具代表性的經典作品，更奠定謝金燕日後「台語電音天后」地位。
2007年，謝金燕以《嗆聲》獲得第18屆金曲獎最佳台語女歌手獎，創下台語流行舞曲受肯定的先例。2012年，再以《月彎彎》專輯獲得第23屆金曲獎最佳台語女歌手獎。2014年，以〈姐姐〉入圍第25屆金曲獎最佳年度歌曲。 2023年，謝金燕出席亞洲棒球錦標賽台韓開幕戰擔任開場表演嘉賓，成為第一位站上台北大巨蛋表演的藝人。2024年，謝金燕參演中國實境綜藝節目《乘風2024》，成功挺進總決賽，最終獲得個人排名第19名，並以《Nobody (Chinese Ver.)》奪下年度乘風舞台獎。

## 演藝簡歷

### 出道經過
1989年末，謝金燕隱瞞家世，自行參加華視綜藝節目《歡樂週末派》「美腿小姐」選拔，最終脫穎而出，但其真實身分被主持人陽帆認出。《歡樂週末派》製作人王偉忠於選畢之際詢問謝金燕演出短劇意願，獲得答應之後，將她安排至另一製播節目《連環泡》「七點新聞」短劇單元，表演至1990年間為止。王偉忠表示當時還不知道她的家庭背景，並認為「漂亮女孩肯演女丑還肯吃苦，很特別」。其中令王偉忠印象特別深刻的是：在工作上，一次王偉忠對謝金燕有所誤會而大怒，而且不理會她的說明；直到她一路跟隨，從華視走回福隆製作，認為她真有誠意，才邀她進公司談話。
而藉著謝金燕的出道，除了讓眾人驚訝豬哥亮竟然有這麼一個漂亮女兒，在初期也受到不少圈內長輩的照顧。父女曾合拍廣告，並接演幾部連續劇，也讓原本從小因父母離異而與豬哥亮感情疏離的她，重拾父愛。

### 車禍事故
1991年12月21日，謝金燕、胞姐謝青燕與一名男性友人同遊，意外遭遇嚴重車禍。負責駕駛的男性友人當場身亡，謝青燕全身近七成灼傷，謝金燕則是損傷範圍最廣的，包括脊椎位移、多處骨頭斷裂（右大腿骨、肋骨、右手手掌和左手姆指）、骨盆碎裂、肺積水、腦震盪、內出血、右臉割傷、鼻樑撞傷與大腿附近灼傷。這場車禍亦明顯影響謝金燕往後的身體狀況，曾被主治醫生斷言坐輪椅度餘生，且因造成骨盆腔變形，醫生表示欲生子須在30歲前。圈內朋友郁方亦曾表示「如果哪一天謝金燕未婚生子，大家要原諒她」。直到22年後（2013年）的同日，向來行徑低調、鮮少談及私事的謝金燕，於桃園縣中壢市（今桃園市中壢區）聖誕晚會「巨星閃耀 聖誕PARTY go壢high」演唱開場歌曲〈嗶嗶嗶〉完後，保留空檔問候現場觀眾，並難得感性發言：「今天是個很特別的日子……，在22年前的今天，我呢，出了一個非常嚴重的車禍。但是那一個劫難並沒有帶走我，反而帶回一個全新的謝金燕。從那一刻開始，我告訴我自己：只要能站起來，站在舞台上，我一定會盡我的力量，努力地表演。」
經歷車禍事件並復出後的謝金燕，首支通告為1993年中視綜藝節目《娛樂星聞 小燕有約》，並演唱〈真心真意過一生〉一曲與吹奏薩克斯風；該集於1993年6月12日首播。

### 1993年：巨登育樂
起初，因為時任立法院副院長王金平赴高雄市助選，謝金燕也當場助唱；而巨登育樂老闆楊登魁與相識已久的音樂製作人劉家昌同時在場，並希望劉家昌觀察謝金燕的歌唱表現。而劉家昌看到謝金燕表演後認為她漂亮、歌唱也還不錯，楊登魁才表明她是豬哥亮的女兒，其形象差異亦令劉家昌驚訝。
後劉家昌詢問得知謝金燕已有些舞台經驗，並建議謝金燕「可以唱台語，因為台語的競爭比較小」；而當時謝金燕表示想發展國語歌曲，因為市場較大。劉家昌欣賞謝金燕的自信與膽識，並希望替謝金燕製作一張國語專輯。而錄音室原訂十個工作天的時間錄製專輯，實而不到三個工作天，整張專輯的詞曲則在一次自美國搭乘飛機回台間完成。由劉家昌負責監製與詞曲撰寫的謝金燕首張專輯《你真酷》在1993年8月發行，同名歌曲作為郭富城代言的真口味食品「小虎咖啡」電視廣告配樂。
在謝金燕復出之際，豬哥亮傳出因欠下大筆賭債跑路；原本「豬哥亮」三個字應是加諸在謝金燕身上的光環，如今卻成了盛名之累。不少債主要求謝金燕父債女還，使得謝金燕只能與豬哥亮做切割；而豬哥亮跑路之餘還是繼續賭博，還為此跟謝金燕「調頭寸」遭拒。而豬哥亮在1997年短暫復出兩年即再沉寂十年左右，父女此後未再同台。

### 1994年－2000年：有容唱片
1994年12月，第二張個人專輯、同時也是其首張台語專輯《癡情一場空》發行，轉而演唱台語流行音樂，亦自此定為演藝發展主線。1995年10月，發行第三張個人專輯《含淚跳恰恰》，同名主打歌曲〈含淚跳恰恰〉隨即走紅全台，成為謝金燕音樂生涯第一首熱門代表作品，至今亦是各大KTV台語點唱榜常見歌曲之一。1996年5月，發行第四張個人專輯《苦酒落喉》。1997年1月，發行第五張個人專輯《愛來愛去》。1998年4月，發行第六張個人專輯《笑笑看一切》。1999年7月，發行第七張個人專輯《談戀愛》，同時也是在有容唱片的最後一張唱片，專輯額外收錄3首國語歌曲。

### 2001年－2009年：華特唱片

#### 轉型宣告，奠定台語電音天后地位
2001年，謝金燕離開有容唱片，後與華特唱片簽約；2001年9月，發行第八張個人專輯《永遠愛你》，專輯同名歌曲改編自今井美樹1995年的作品〈SLEEP MY DEAR〉，由謝金燕親自填詞創作。新專輯發行之際，有容唱片也同時推出謝金燕精選輯《燕子，放乎飛！》，而此輯是《精選謝金燕：啊！哥哥》與《不同款的三款情》單曲的重新壓製。2002年11月，發行第九張個人專輯《YOYO姊妹》。在唱片公司的發想操作下，謝金燕受香港歌手鄭秀文電音舞曲〈眉飛色舞〉啟蒙，接觸製作芭比、鍾漢良、以《舞曲大帝國》系列聞名的音樂人呂曉棟，以及與作曲人吳梵和新加坡編曲人Sebastian Leong合作，翻玩實驗當時主流少見的台語流行電音，宣告轉型，前衛與獨特幽默風格逐年走紅，4人建立起往後台式電音製作的合作模式。其中歌曲〈YOYO姊妹〉和〈叉燒包〉成功紅遍全台，隔年更憑此張專輯入圍第14屆金曲獎最佳台語女演唱人獎，為謝金燕創下首次入圍金曲獎紀錄。2004年6月，發行第十張個人專輯《默契》，也是其第二張國語專輯，以國語演唱轉型後的電音舞曲曲風，然而並未獲得商業上的成功。

2005年5月，發行第十一張個人專輯《練舞功》，專輯同名歌曲〈練舞功〉獲得更為廣泛的矚目，紅出海外，人氣水漲船高，為謝金燕音樂生涯寫下重要里程碑，不但成為當代華語流行音樂具代表性的經典作品，更奠定謝金燕日後「台語電音天后」地位。2006年6月，發行第十二張個人專輯《嗆聲》，挑戰嘻哈曲風，專輯同名歌曲〈嗆聲〉取樣安室奈美惠2004年的作品〈ALARM〉，再次獲得空前成功，隔年更以此張專輯獲得第18屆金曲獎最佳台語女歌手獎，為謝金燕身涯首座金曲獎殊榮。2007年12月，發行第十三張個人專輯《54321》，同時也是在華特唱片的最後一張唱片。

#### 豬哥亮復出、被揭未婚生子
2009年豬哥亮復出後，主持民視綜藝節目《豬哥會社》；謝金燕原訂同赴錄製，卻在錄影前夕撤掉通告。《自由時報》隨後也接獲一則爆料並公開報導（2009年7月30日），內容是未婚的謝金燕與一名似12歲的男孩互動緊密，受媒體懷疑是否有血緣關係；而謝金燕未正面回應，僅表示「虛構的指控，不作回應」。至同日15點左右，謝金燕發佈簡訊給媒體，表示「希望多給家人空間，能夠好好保護兒子」以間接承認生子，並在最後以「從無刻意隱瞞的她」作為署名；但未提及孩子的親生父親身份。
謝金燕之後僅於豬哥亮2010年父親節在台北國際會議中心舉辦「88節歌舞秀」時請人代為贈花、書信與純金項鍊，並在書信中表達心聲，表示是為了母親著想才未相見；而謝金燕早在之前，為了保護家人、不想淪為落人口舌的八卦人物，從此謝絕一切媒體採訪，對於任何私人問題也不解釋。

### 2010年－2013年：乾坤影視

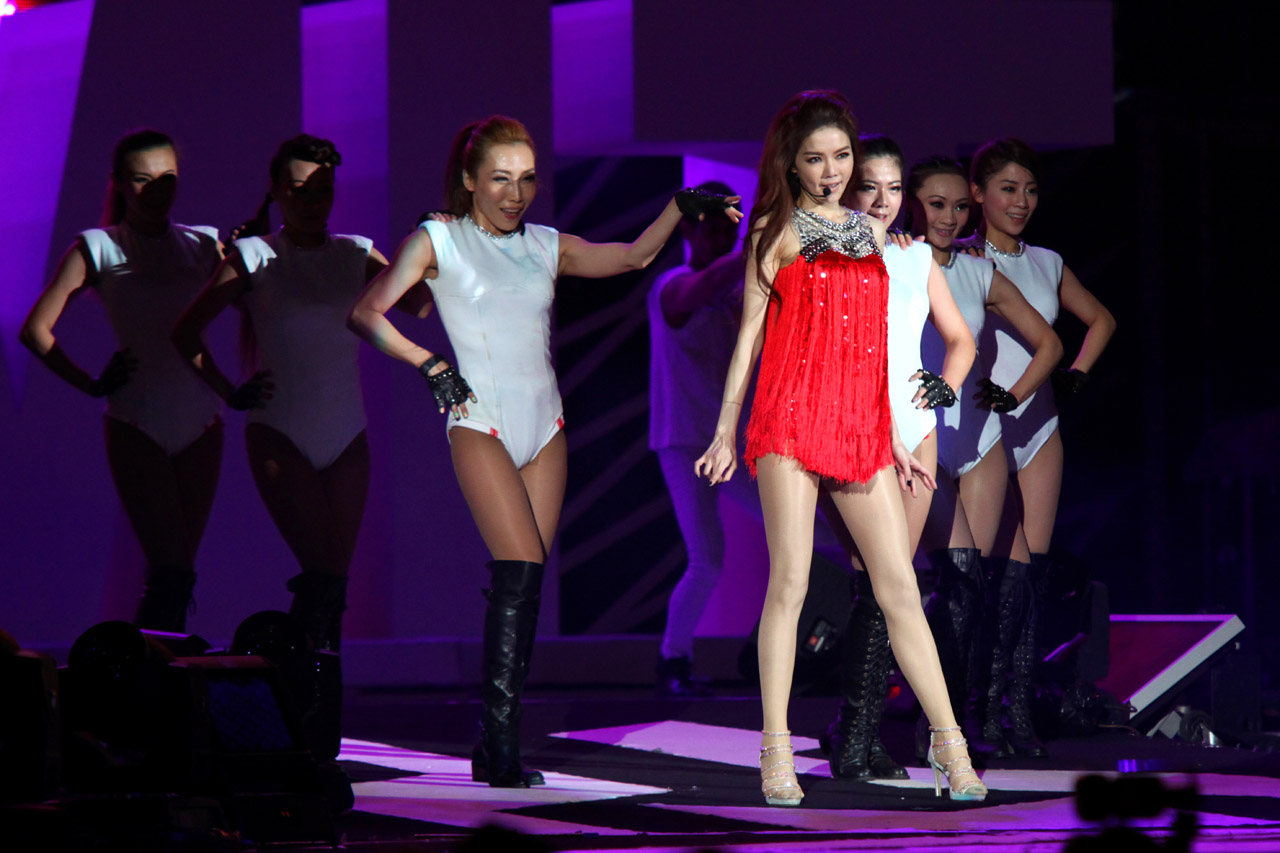
2014臺北最HIGH新年城跨年晚會

#### 登上高峰：嗶嗶嗶、月彎彎
公開生子後的謝金燕，行事態度極為低調，而隔年其特別替孫淑媚填詞一作〈痴情歌〉公開，並擔任音樂錄影帶女主角；由於謝金燕睽違多時未發片，以上因素也令她受媒體矚目。而同年7月26日接受新加坡《聯合早報》專訪，親口證實轉投新東家乾坤影視，並影響發片時間。同年9月17日，發行《愛你辣》專輯，除了與呂曉棟、Tan聯名擔任專輯製作人外，亦參與多數歌詞之編寫。《愛你辣》專輯中最受注目的是混合台語、粵語、華語和英語四語言演唱的舞曲〈嗶嗶嗶〉一曲，因粵語符合聲韻學、配合字音填詞（該部分以其洋名Jeannie發表），且曲中提及「老母」二字在粵語意含粗俗，除了引起香港網民熱烈討論，也受到不少批評，但知名度意外攀升（尤其港澳地區），並被《香港蘋果日報》選為「十大勁虧金曲頒獎典禮」最虧填詞獎。歌曲中一句「誰的老母性感很多人call」至今仍在網上流傳，吸引網民討論及惡搞。
另約於《愛你辣》專輯起，謝金燕的舞蹈均由御用舞蹈教師林佳慧編導，並避開她因車禍造成的部分關節活動困難之問題。
2011年起，謝金燕以《月彎彎》與《造飛機》兩年兩張專輯再顯在音樂方面的轉型，一律採用台語歌壇少見的現代情歌風格貫穿專輯走向，並以《月彎彎》奪得第23屆金曲獎最佳台語女歌手獎，亦是繼《嗆聲》後的第二度在金曲獎得獎。
2012年5月12日，謝金燕出道以來的首場個人大型售票演唱會「一级棒世界巡迴演唱會」於台北小巨蛋揭開序幕；隔年8月10日，於高雄巨蛋舉辦第二場次。繼江蕙之後第二位在台北小巨蛋開唱的台語歌手，也是首位挑戰四面台的台語歌手。

#### 大紅大紫：姐姐
2013年6月，謝金燕代言鈊象電子線上遊戲《唯舞獨尊Online》，首度與音樂人陳星翰合作，推出國語舞曲〈姐姐〉作為代言主題曲，獲得高人氣廣泛迴響，在YouTube點閱率135天內破千萬次，成為史上最快達到千萬點閱率的台灣歌手。謝金燕亦於同年8月發行首張國語單曲《跳針舞曲2013》，並收錄〈姐姐〉和藉由現場首唱公開的〈一級棒〉和〈跳起來〉。
2012年至2014年，謝金燕參與台灣跨年晚會演出，亦獲得高度關注，且其中加入多種新穎的表演元素皆曾引起風潮（部分取自「一級棒世界巡迴演唱會」2012年台北小巨蛋場次），其中如LED機車安全帽（2012年）、迷你重型機車（2013年）、巨型安全帽（2014年）、韓國舞曲空耳翻唱（2013年：2NE1〈I AM THE BEST〉，2014年：Crayon Pop〈Bar Bar Bar〉，改編版本定名為〈阿公呷無飽〉）等。
2013年12月，謝金燕國語單曲〈姐姐〉榮登YouTube臺灣「2013年最潮音樂影片」第一名，點閱率更是突破2,500萬人次。
2013年12月17日，Google在網路上公布「時代精神」一覽，台北網民熱搜第一的人物是謝金燕。

### 2013年 - 至今：一直打不倒

#### 獨立製作：要發達、蹦X趴、暫別舞台
2013年9月，轉向獨立製作，成立「一直打不倒有限公司」，開始自理演藝經紀、詞曲版權、代言商案，以及演唱會主辦等業務，旗下藝人尚包括孫淑媚。
2014年7月19日於中國大陸泉州海峽體育場，與任賢齊、林峯、吳克群、丁噹等歌手聯名登上「型爆IDOL演唱會泉州站」，首次在中國大陸參與大型售票演出。8月27日，再次與金曲舞曲製作人陳星翰合作，推出新國語單曲〈要發達〉，以勵志主題再次為跨年與尾牙商演掀起熱潮。
2015年12月30日，跨年前夕於官方YouTube頻道無預警推出新單曲〈蹦X趴〉，第3度攜手製作人陳星翰打造洗腦電音舞曲。
2016年3月，宣布舉辦個人第2度大型售票演唱會「蹦蹦趴巡迴演唱會」，由寬宏藝術主辦。於同年5月14日於台北小巨蛋、6月4日高雄巨蛋舉行，並宣布將於演出結束後暫別台灣舞台休養。

#### 時尚轉型：Turn口罩
2017年5月15日，父親豬哥亮病逝。同月20日，遵照父親遺願前往美國紐約，出席於市立大學皇后學院Colden Auditorium舉行的「謝金燕520演唱會」，由紐約花蓮慈惠堂主辦。2017年9月17日，參與新加坡同濟醫院慈善晚會演唱，服喪後首度亮相，以嶄新造型登台引發熱議。2017年12月15日，於數位音樂平台上架推出〈蹦X趴〉單曲，並同時收錄歌曲〈要發達〉，為該歌曲繼2014年YouTube推出後首次正式發行。同月，首度登上VOGUE國際中文版封面擔任客座編輯，並前往義大利拍攝時尚寫真，一次推出3款封面，打破台語歌手出身難以登上時尚殿堂的迷思。拍攝同時也應邀出席米蘭時裝週活動，時尚造型街拍登上《紐約時報》時尚版官方Instagram帳號。同月30日，一改以往低調神隱只有演出與新作品才露面的作風，首度開設個人官方Facebook與Instagram社群平台「jeanniehsieh___bbb」。同月31日，首度復出台灣舞台擔任「2018飛躍桃園直達美好跨年晚會」演出嘉賓，並於節目中驚喜首唱再度與製作人陳星翰合作的新歌〈Turn口罩〉，該段落再度創下當晚最高收視紀錄。〈Turn口罩〉單曲隨即於2018年1月1日表演結束後數位發行上架，並與CSD中衛合作擔任口罩商品代言人。
2018年3月31日，於新加坡聖淘沙名勝世界會議中心舉行「姐姐愛你巡迴演唱會」新加坡站售票演唱會。11月16日，演出改編自啞鳴所著同名輕小說的台灣華語喜劇電影《有五個姊姊的我就註定要單身了啊！》在台灣上映。11月17日，擔任第55屆金馬獎「最佳新人」頒獎人，於台上與香港知名演員劉德華逗趣互動引起熱烈報導。
2019年3月9日，擔任潘瑋柏「Alpha創使者世界巡迴演唱會」台北場神秘嘉賓。9月，第2度登上VOGUE國際中文版封面人物，以「未來時尚」為題，並為「2019臺北時裝週－NEXT GEN下一站臺北」活動揭開序幕。10月，與VOGUE台灣合作擔任臺北時裝週活動大使，並於臺北時裝週前，展開紐約、倫敦、米蘭、巴黎時裝週巡旅，將台灣設計帶至國際舞台。12月7日，於彰化體育館為東南亞職業籃球聯賽（ABL）寶島夢想家第二個主場週擔任神秘表演嘉賓。12月14日，於澳門與黃品源聯名舉辦「永利澳門黃金音樂會」售票演唱會。同月，搭配歌曲〈Turn口罩〉與CSD中衛推出聯名「姐姐蕾絲口罩」。2020年受到疫情影響，年末台灣口罩管制解禁後，該款式再度開賣創下高詢問度搶購熱潮。
2020年1月24日，於台北小巨蛋參與「2020超級巨星紅白藝能大賞」春節特別節目演出。10月26日，配合演唱會宣傳釋出睽違2年由黃中平導演執導的〈TURN口罩〉音樂錄影帶，由於片中橋段使用「露點人體台」造型，因此在首播當日遭到下架，隨後重新上傳發布。
2021年1月16日，於台北小巨蛋舉辦個人第3度大型售票演唱會「TURN口罩世界巡迴演唱會」，由開麗娛樂主辦。
2022年8月20日，於高雄巨蛋舉辦個人大型售票演唱會「TURN口罩世界巡迴演唱會」高雄加演場，由開麗娛樂主辦。本場次原定2021年10月2日舉辦，因2019冠狀病毒病疫情延期舉行。

#### 跨領域及海外發展：來吧！營業中2、乘風2024
2023年1月，擔任台灣醫美品牌「愛爾麗集團」美麗大使。3月，參與台灣大型綜藝實境節目《來吧！營業中2：星之沙龍》，擔任藝術總監，於TVBS與Netflix播出。12月3日，出席亞洲棒球錦標賽台韓開幕戰擔任開場表演嘉賓，成為第一位站上台北大巨蛋表演的藝人。同月31日，睽違3年回歸跨年舞台，也是睽違6年再度參加高雄跨年晚會，再創2.42當晚全台收視冠軍。
2024年2月，發行2023高雄跨年晚會首唱的〈月彎彎（REMIX EDM限定版）〉數位單曲錄音室版，由陳星翰編曲與製作。同年4月，參加中國大型綜藝實境節目湖南衛視《乘風2024》，成為第一位踏上此節目的台語 唱跳歌手，成功挺進總決賽，最終拿下第19名未能成團，然而仍以《Nobody (Chinese Ver.)》公演舞台演出獲得「年度乘風舞台獎」。播出期間在微博網友要求下，以展演秀名義登上「年度席位搶先直播夜」演唱〈練舞功〉，破例將台語歌曲搬上舞台，雖不列入計分，但以高人氣成功引起話題登上微博熱搜。11月，首度於澳門舉辦個人售票演唱會「謝金燕2024澳門音樂會」，由一直打不倒、寬魚國際主辦，節目內容和製作團隊與「TURN口罩世界巡迴演唱會」大致相同，戚薇擔任神秘嘉賓，與謝金燕上演「女女吻」引起熱議，此為謝金燕歷年個人演唱會首次安排特別嘉賓。
2025年1月15日，藝人利菁於節目記者會失言公布謝金燕孩子生父姓名的假新聞錯誤資訊，事發後媒體針對此話題議論延燒多日，引起大批歌迷與網友反彈，為謝金燕身為單親媽媽遭受霸凌抱屈。同月19日，謝金燕透過官方Instagram發布手寫信、手寫歌詞，以及清唱新創作歌曲〈我不害怕〉的影片回應，表示「我不需要逢人解釋，我的遭遇、經歷和決定，他人的恥笑、歧視、打量和評判我承受。」，並為單親媽媽族群發聲。

## 音樂作品

### 國語專輯
| 排序 | 專輯名稱                                    | 發行日期     | 製作公司 | 發行公司 | 曲目 |
| ---- | ------------------------------------------- | ------------ | -------- | -------- | --- |
| 1st  | 《你真酷》 - 專輯製作人與詞曲撰寫者為劉家昌 | 1993年8月    | 巨登育樂 | 吉馬唱片 | 曲目 1. 你真酷 2. 與我同遊 3. 失眠的夜 4. 碧海藍天 5. 火在燒 6. 人生無奈 7. 夢的天堂 8. 埋在心底的愛戀 9. 是夢亦是空 10. 執著                                                         |
| 2nd  | 《默契》                                    | 2004年6月1日 | 華特唱片 | 大旗音樂 | 曲目 1. 蛇與蘋果 2. 玫瑰星球 3. 默契（吳宗憲合唱） 4. 極速的愛 5. 站在左岸想右岸的你 6. 香榭大道 7. 潘朵拉 8. 嘜擱在這廢話 9. Dancing all night 10. 愛得辛苦 11. 愛得多（OT：多得他） |

### 台語專輯
| 排序 | 專輯名稱                                                                        | 發行日期       | 製作公司 | 發行公司   | 曲目 |
| ---- | ------------------------------------------------------------------------------- | -------------- | -------- | ---------- | --- |
| 1st  | 《癡情一場空》                                                                  | 1994年12月     | 有容唱片 | 冠登音樂   | 曲目 1. 痴情一場空（楊宗憲合唱） 2. 波波的茶 3. 疼入阮心肝 4. 愛情三合一 5. 一世人的愛 6. 無緣不是無情 7. 阮的頭一擺 8. 期待春天的人 9. So Hot, Too Bad 10. 1995誰人甲我比                                                                 |
| 2nd  | 《含淚跳恰恰》                                                                  | 1995年10月     | 有容唱片 | 冠登音樂   | 曲目 1. 含淚跳恰恰 2. 失去你阮要按怎活 3. 春天飛對叨位去 4. 你若愛我請你離開我 5. 回音 6. 自作多情 7. 燒酒替阮來講話 8. 你傷我傷到何時 9. 傷心歌唱到天光 10. 歹勢啦                                                                        |
| 3rd  | 《苦酒落喉》                                                                    | 1996年5月      | 有容唱片 | 冠登音樂   | 曲目 1. 愛甲心痛 2. 苦酒落喉 3. 心看抺清楚 4. 不敢講話 5. 緣份一字拖 6. 愛情不是作夢 7. 悲傷甘是阮的名 8. 紡見的心 9. 愛著一個不該愛的人 10. 愛你的心 11. 愛甲心痛（卡拉OK版） 12. 苦酒落喉（卡拉OK版）                                    |
| 4th  | 《愛來愛去》                                                                    | 1997年1月      | 有容唱片 | 晶晶音樂   | 曲目 1. 愛來愛去 2. 夜霧のMotel 3. 心酸甲你無關 4. 愛你的心 5. 思念你 6. 曼波情歌 （作曲/王宗凱 作詞/王宗凱 李揚喜） 7. 愛著冤人 8. 欠你的情 9. 愛著別人的愛 10. 厝內哪無人                                                                |
| 5th  | 《笑笑看一切》                                                                  | 1998年4月      | 有容唱片 | 金瓜石音樂 | 曲目 1. 月娘的心肝 2. 笑笑看一切 3. 用胭脂寫你的名（徐嘉良合唱） 4. 愛情（作曲/王宗凱 作詞/何啟弘） 5. 自由自在 6. 情茫茫心茫茫 7. 心愛不是我 8. 一個女人 9. 愈愛愈孤單 10. 將心交乎你 11. 用胭脂寫你的名（女聲版） 12. 月娘的心肝（音樂） |
| 6th  | 《談戀愛》 - 附贈三首國語單曲。                                                 | 1999年7月12日  | 有容唱片 | 聯合唱片   | 曲目 台語專輯 1. 談戀愛 2. 夜生活 3. 甲傷心同居 4. 愛的心晟 5. 愛人真多 6. 掙脫 7. 真心 8. 選擇 （作曲/王宗凱 作詞/武雄） 9. 心內只有你 10. 台北 lonely night 11. Babe(國) 12. 小乖乖(國) 13. 沉溺(國)                                     |
| 7th  | 《永遠愛你》                                                                    | 2001年9月27日  | 華特唱片 | 大旗音樂   | 曲目 1. 永遠愛你 2. 代替 3. 靠緣份 4. 等你靠岸 5. 愛情三溫暖 6. 寂寞的城市 7. 無聲雨 8. 自由自在 9. 只愛你一個 10. 等無你的心 |
| 8th  | 《YOYO姊妹》 - 入圍第14屆金曲獎最佳台語女演唱人獎                               | 2002年11月8日  | 華特唱片 | 大旗音樂   | 曲目 1. YOYO姊妹 2. 叉燒包 3. 不想你 4. 來去馬西 5. 十八相送 6. 想你的歌詩 7. 誰也不愛 8. 把妹妹 9. 比舞步 10. 癡情對你講 |
| 9th  | 《練舞功》                                                                      | 2005年5月5日   | 華特唱片 | 大旗音樂   | 曲目 1. 我愛你 2. 練舞功 3. 一個人的KTV 4. 獨一無二 5. 男歡女愛 6. 甲你跳舞 7. 熱情夜快車 8. 恰恰阿哥哥 9. 離別車站 10. 愛要愛的久 |
| 10th | 《嗆聲》 - 榮獲第18屆金曲獎最佳台語女歌手獎                                     | 2006年6月2日   | 華特唱片 | 大旗音樂   | 曲目 1. 嗆聲 2. 因為你 3. 紅色玫瑰 4. 賣火柴小女孩 5. 愛哭愛跟路 6. 秋風探戈 7. YO YO舞步 8. 酸甘蜜甜 9. 算什麼 10. 永遠的期待（王識賢合唱）                                                                                               |
| 11th | 《54321》                                                                       | 2007年12月31日 | 華特唱片 | 大旗音樂   | 曲目 1. 54321 2. 謝謝再聯絡 3. 愛‧香水 4. 你是水我是魚 5. 沒什麼我願意 6. 熱情恰恰 7. 兩人世界 8. 你不乖乖 9. 愛著不該愛的人 10. 今夜今夜為你醉                                                                                            |
| 12th | 《愛你辣》 - 呂曉棟、Tan聯名擔任專輯製作人。 - 入圍第22屆金曲獎最佳台語女歌手獎 | 2010年9月17日  | 乾坤唱片 | 美樂帝音樂 | 曲目 1. 愛你辣 2. 嗶嗶嗶 3. 憨人 4. 圍巾 5. 麻煩 6. Crazy 7. 幸福台北市 8. 甜蜜的家 9. 背影 10. 給你個機會 |
| 13th | 《月彎彎》 - 榮獲第23屆金曲獎最佳台語女歌手獎 - 入圍第23屆金曲獎最佳台語專輯獎  | 2011年11月18日 | 乾坤唱片 | 美樂帝音樂 | 曲目 1. 我要幸福 2. 月彎彎 3. 擔心 4. 青春日記 5. 只想要簡單 6. 愛我好嘸 7. 我是憨人 8. 春暖花開 9. 聽寂寞哭出聲 10. 許願 |
| 14th | 《造飛機》 - 入圍第24屆金曲獎最佳台語女歌手獎                                   | 2012年8月2日   | 乾坤唱片 | 美樂帝音樂 | 曲目 1. 不痛 2. 造飛機 3. 長頭髮 4. 決心放你離開 5. 情歌 6. 月娘啊 7. 落雨瞑 8. 感情線 9. 批 10. 伴 |

### 精選專輯
| 排序 | 專輯簡介 | 發行日期   | 製作公司 | 發行公司   | 曲目 |
| ---- | --- | ---------- | -------- | ---------- | --- |
| 1st  | 《精選謝金燕：啊！哥哥》 | 1997年7月  | 有容唱片 | 金瓜石音樂 | 曲目 1. 啊！哥哥（新歌） 2. 含淚跳恰恰 3. 阮的最愛（楊宗憲合唱）（新歌） 4. 春天飛對叨位去 5. 愛情不是作夢 6. 歹勢啦 7. 自作多情 8. 夜霧的Motel 9. 曼波情歌 10. 愛來愛去 11. 苦酒落喉 12. 不敢講話 13. 愛甲心痛 14. 心酸甲你無關 15. 癡情一場空（楊宗憲合唱） 16. 啊！哥哥（卡拉OK版） |
| 2nd  | 《燕子，放乎飛！》 - 為《精選謝金燕：啊！哥哥》與單曲《不同款的三款情》合盤重售。 - 龍吟唱片初於2009年5月16日推出二版《成名精選 加量加值版》； 再於2010年推出三版《成名精選 青春舞曲》，包裝圖像設計略有修改。 | 2001年10月 | 有容唱片 | 金瓜石音樂 | 曲目 精選部分 1. 啊！哥哥（新歌） 2. 含淚跳恰恰 3. 阮的最愛（楊宗憲合唱）（新歌） 4. 春天飛對叨位去 5. 愛情不是作夢 6. 歹勢啦 7. 自作多情 8. 夜霧的Motel 9. 曼波情歌 10. 愛來愛去 11. 苦酒落喉 12. 不敢講話 13. 愛甲心痛 14. 心酸甲你無關 15. 癡情一場空（楊宗憲合唱） 16. 啊！哥哥（卡拉OK版） 單曲部分 1. 自由！自由？ 2. 酒窟仔相對看（葉佳修合唱） 3. Say Yes My Boy 4. 自由！自由？（卡拉OK版） 5. 酒窟仔相對看（葉佳修合唱）（卡拉OK版） 6. Say Yes My Boy）（卡拉OK版） |

### 單曲

#### 國語
| 次序 | 單曲簡介 | 發行日期                                                  | 製作公司             | 發行公司                 | 曲目                                                                               |
| ---- | --- | --------------------------------------------------------- | -------------------- | ------------------------ | ---------------------------------------------------------------------------------- |
| 1st  | 《跳針舞曲2013》 - 特別版本：燕京啤酒抽獎贈送版（包裝規格不同） - 入圍第25屆金曲獎最佳年度歌曲獎                                       | 2013年8月14日（8月10日演唱會首賣）                        | 乾坤唱片             | 美樂帝音樂、杰思國際娛樂 | 曲目 1. 一級棒(Acer Liquid E2手機主題曲) 2. 姐姐（唯舞獨尊Online主題曲） 3. 跳起來 |
| 2nd  | 《要發達》 - 2017年收錄於《蹦X趴》單曲首度數位上架                                                                                     | 2014年8月27日 （YouTube首播）、2017年12月6日 （數位發行） | 一直打不倒           | 一直打不倒、杰思國際娛樂 | 曲目 1. 要發達 2. 蹦X趴                                                            |
| 3rd  | 《蹦X趴》 - 2017年數位上架同步收錄《要發達》                                                                                           | 2015年12月30日（YouTube首播）、2017年12月6日 （數位發行） | 一直打不倒           | 一直打不倒、杰思國際娛樂 | 曲目 1. 要發達 2. 蹦X趴                                                            |
| 4th  | 《Turn口罩》 - 2018中衛口罩代言歌曲 - 2023實境節目《來吧！營業中 2：星之沙龍》片頭曲                                                   | 2018年1月1日（數位發行）                                  | 一直打不倒           | 一直打不倒、杰思國際娛樂 | 曲目 1. Turn口罩                                                                   |
| 5th  | 《熱戀情節（Live）》 - 與戚薇、蔡文靜、黛薇卡·霍內合唱 - 2024實境節目《乘風2024》「戚薇團」第一次公演歌曲                              | 2024年7月9日（數位發行）                                  | 芒果TV、索尼音樂中國 | 芒果TV、索尼音樂中國     | 曲目 1. 熱戀情節（Live）                                                           |
| 6th  | 《搧風點火（Live）》 - 與陳昊宇、萬妮達、孫夏鈴、鄭妮可、袁婭維、張予曦、柳岩合唱 - 2024實境節目《乘風2024》「陳昊宇團」第五次公演歌曲 | 2024年12月9日（數位發行）                                 | 芒果TV、索尼音樂中國 | 芒果TV、索尼音樂中國     | 曲目 1. 搧風點火（Live）                                                           |
| 7th  | 《我不害怕》 | 2025年1月19日（清唱版首次發表）                           |                      |                          | 曲目 1. 我不害怕                                                                   |

#### 台語
| 次序 | 單曲簡介                                                                        | 發行日期     | 製作公司   | 發行公司                 | 曲目 |
| ---- | ------------------------------------------------------------------------------- | ------------ | ---------- | ------------------------ | --- |
| 1st  | 《不同款的三款情》 - 製作：葉佳修。                                             | 2001年1月    | 有容唱片   | 有容唱片                 | 曲目 1. 自由！自由？ 2. 酒窟仔相對看（葉佳修合唱） 3. Say Yes My Boy 4. 自由！自由？（卡拉OK版） 5. 酒窟仔相對看（葉佳修合唱）（卡拉OK版） 6. Say Yes My Boy）（卡拉OK版） |
| 2nd  | 《月彎彎 REMIX EDM限定版》 - 編曲：陳星翰、DJCK 搖擺叔叔 - 製作：陳星翰、陳君豪 | 2024年2月9日 | 一直打不倒 | 一直打不倒、杰思國際娛樂 | 曲目 1. 月彎彎 (REMIX EDM限定版) |

### 合唱歌曲

#### 男女對唱
| 年份           | 歌曲名稱       | 合作對象 | 收錄單曲／專輯                             |
| 1994年         | 癡情一場空     | 楊宗憲   | 癡情一場空                                 |
| 1996年；1997年 | 阮的最愛       | 楊宗憲   | 想啥人 怨啥人 等啥人（楊宗憲）；精選謝金燕 |
| 1998年         | 用胭脂寫你的名 | 徐嘉良   | 笑笑看一切                                 |
| 1999年         | 用胭脂寫你的名 | 楊宗憲   | 看這啦（楊宗憲）                           |
| 2001年         | 酒窟仔相對看   | 葉佳修   | 不同款的三款情                             |
| 2001年         | 醉情人         | 王識賢   | 愛到無命不知驚（王識賢）                   |
| 2002年         | 酒量酒膽       | 王識賢   | 命中注定（王識賢）                         |
| 2002年         | 青春曼波       | 王識賢   | 台灣曼波金水嬸電視原聲帶                   |
| 2002年         | 一生有你來作伴 | 王識賢   | 桂花巷電視原聲帶                           |
| 2004年；2007年 | 默契           | 吳宗憲   | 默契；絕對收藏吳宗憲（吳宗憲）             |
| 2005年         | 情茫茫心茫茫   | 陳雷     | 愛情衝衝衝                                 |
| 2006年         | 永遠的期待     | 王識賢   | 嗆聲                                       |

#### 多人合唱
| 年份   | 歌曲名稱       | 製作公司 | 備註             |
| 2003年 | 台灣一定會平安 | 三立電視 | SARS的紀念單曲。 |

### 電視原聲帶
| 原聲帶名稱               | 發行日期  | 製作公司／發行公司 | 收錄歌曲                                                 |
| 台灣曼波金水嬸電視原聲帶 | 2002年1月 | 華特唱片           | 青春曼波（與王識賢合唱）、相欠債                         |
| 桂花巷電視原聲帶         | 2002年7月 | 華特唱片           | 一生有你來做伴（與王識賢合唱）、相欠債、等你靠岸、紙風吹 |

### 合輯
| 合輯名稱     | 發行日期 | 製作公司／發行公司 | 收錄歌曲        |
| 台灣心台灣情 | 2004年   | 華特唱片           | 約會Disco Night |

### 未正式收錄歌曲
| 發表日期       | 歌曲名稱                        | 備註                                                             |
| 待查           | 愛我就趁現在                    | 僅KTV、數位專輯《上海晟禮精選合輯》（iTunes與Spotify限定）收錄。 |
| 待查           | 有愛無膽                        | 僅KTV、數位專輯《上海晟禮精選合輯》（iTunes與Spotify限定）收錄。 |
| 2014年8月27日  | 要發達                          | 於Youtube首播、2015年12月首度收錄於〈蹦X趴〉單曲之曲目1數位上架  |
| 2015年12月30日 | 蹦X趴                           | 於Youtube首播、2015年12月數位上架                                |
| 2018年1月1日   | Turn口罩                        | 於2017年12月31日桃園跨年晚會首唱、2018年1月數位上架              |
| 2022年6月1日   | 姐姐（蝦皮618全民年中慶廣告曲） | 於Youtube首播、為蝦皮購物廣告代言重新演唱30秒新詞改編版本        |
| 2024年2月9日   | 月彎彎（REMIX EDM限定版）       | 於2023年12月31日高雄跨年晚會首唱、2024年2月數位上架              |
| 2024年7月9日   | 熱戀情節（Live）                | 於《乘風2024》第一次公演首唱、2024年7月數位上架                  |
| 2024年12月9日  | 搧風點火（Live）                | 於《乘風2024》第五次公演首唱、2024年12月數位上架                 |

### 詞曲創作

#### 填詞
| 發表日期       | 歌曲名稱     | 專輯／單曲名稱 | 備註                                                      |
| 1994年12月     | 疼入阮心肝   | 癡情一場空     |                                                           |
| 1994年12月     | 一世人的愛   | 癡情一場空     |                                                           |
| 1994年12月     | 無緣不是無情 | 癡情一場空     |                                                           |
| 1996年5月      | 愛甲心痛     | 苦酒落喉       | 亦為譜曲者。                                              |
| 1996年5月      | 愛情不是作夢 | 苦酒落喉       |                                                           |
| 1996年5月      | 紡見的心     | 苦酒落喉       | 亦為譜曲者。                                              |
| 1997年1月      | 愛你的心     | 愛來愛去       | 亦為譜曲者。                                              |
| 2001年9月27日  | 永遠愛你     | 永遠愛你       |                                                           |
| 2001年9月27日  | 等你靠岸     | 永遠愛你       | 亦為譜曲者。                                              |
| 2001年9月27日  | 等無你的心   | 永遠愛你       | 亦為譜曲者。                                              |
| 2010年5月11日  | 痴情歌       | 痴情歌         | 原為匿名投稿。 由孫淑媚演唱，收錄於孫淑媚《癡情歌》專輯。 |
| 2010年9月17日  | 愛你辣       | 愛你辣         | 與孫淑媚共同創作。                                        |
| 2010年9月17日  | 嗶嗶嗶       | 愛你辣         | 粵語歌詞部分以其英文名字Jeannie發表。                     |
| 2010年9月17日  | 憨人         | 愛你辣         |                                                           |
| 2010年9月17日  | 幸福台北市   | 愛你辣         |                                                           |
| 2010年9月17日  | 甜蜜的家     | 愛你辣         | 亦為譜曲者。                                              |
| 2010年9月17日  | 背影         | 愛你辣         |                                                           |
| 2011年11月18日 | 我要幸福     | 月彎彎         | 與球球共同創作。                                          |
| 2011年12月10日 | 一級棒       | 跳針舞曲2013   | 亦為其中譜曲者。                                          |
| 2012年8月2日   | 造飛機       | 造飛機         | 與球球共同創作。                                          |
| 2012年8月2日   | 長頭髮       | 造飛機         |                                                           |
| 2012年8月2日   | 情歌         | 造飛機         | 與球球共同創作。                                          |
| 2012年12月31日 | 跳起來       | 跳針舞曲2013   | 與球球共同創作。亦為其中譜曲者。                          |
| 2013年6月27日  | 姐姐         | 跳針舞曲2013   | 與球球共同創作。亦為譜曲者。                              |
| 2014年8月27日  | 要發達       |                | 亦為譜曲者。                                              |
| 2015年12月30日 | 蹦X趴        |                | 亦為譜曲者。                                              |
| 2017年12月31日 | TURN口罩     |                | 與球球共同創作。亦為譜曲者。                              |
| 2025年1月19日  | 我不害怕     |                | 與球球共同創作。亦為譜曲者。                              |

#### 譜曲
| 發表日期       | 歌曲名稱   | 專輯／單曲名稱 | 備註                               |
| 1996年5月      | 愛甲心痛   | 苦酒落喉       | 亦為填詞者。                       |
| 1996年5月      | 紡見的心   | 苦酒落喉       | 亦為填詞者。                       |
| 1997年1月      | 愛你的心   | 愛來愛去       | 亦為填詞者。                       |
| 2001年9月27日  | 等你靠岸   | 永遠愛你       | 亦為填詞者。                       |
| 2001年9月27日  | 等無你的心 | 永遠愛你       | 亦為填詞者。                       |
| 2010年9月17日  | 甜蜜的家   | 愛你辣         | 亦為填詞者。                       |
| 2011年12月10日 | 一級棒     | 跳針舞曲2013   | 與呂曉棟共同創作。亦為其中填詞者。 |
| 2012年12年31日 | 跳起來     | 跳針舞曲2013   | 與Tung共同創作。亦為其中填詞者。   |
| 2013年6月27日  | 姐姐       | 跳針舞曲2013   | 亦為其中填詞者。                   |
| 2014年8月27日  | 要發達     |                | 亦為填詞者。                       |
| 2015年12月30日 | 蹦X趴      |                | 亦為填詞者。                       |
| 2017年12月31日 | TURN口罩   |                | 亦為其中填詞者。                   |
| 2025年1月19日  | 我不害怕   |                | 亦為其中填詞者。                   |

## 演出作品

### 電影
| 年份   | 片名                                 | 飾演          |
| 1990年 | 《少爺當大兵》                       | 勇伯女兒-小燕 |
| 1991年 | 《新七龍珠》                         | 女主角-ㄚ頭   |
| 2018年 | 《有五個姊姊的我就註定要單身了啊！》 | 大姐-李皇玲   |

### 電視劇
| 年份   | 頻道       | 劇名                 | 飾演   |
| 1990年 | 華視       | 《大兵日記》         | 阿枝   |
| 1996年 | 台視       | 《臺灣演義》         | 邱碧雲 |
| 2001年 | 台視       | 《天下第一狀》       | 詠梅   |
| 2001年 | 台視       | 《流氓教授》         | 小鳳   |
| 2002年 | 三立台灣台 | 《負君千行淚》       | 高淑敏 |
| 2002年 | 三立台灣台 | 《桂花巷》           | 辛映雪 |
| 2002年 | 華視       | 《台灣靈異事件》     | 潘春花 |
| 2002年 | 台視       | 《台灣英雄斧頭將軍》 | 秋水   |
| 2003年 | 三立台灣台 | 《天地有情》         | 江清霞 |
| 2004年 | 台視       | 《台灣百合》         | 江千鳳 |
| 2004年 | 民視       | 《慾望人生》         | 柯采華 |
| 2005年 | 民視       | 《意難忘》           | 王玉婷 |
| 2007年 | 三立台灣台 | 《天下第一味》       | 張曉萍 |

## 實境綜藝參與作品
| 頻道       | 節目              |
| 民視       | 《搞怪總動員》    |
| 華視       | 《王牌威龍》      |
| 八大       | 《王牌豬哥秀》    |
| 飛梭綜藝台 | 《豬哥亮臭彈秀》  |
| TVBS       | 《來吧！營業中2》 |
| 湖南衛視   | 《乘風2024》      |

## 獎項記錄

### 金曲獎
| 年份 | 屆次         | 專輯             | 獎項             | 入圍         | 結果 |
| ---- | ------------ | ---------------- | ---------------- | ------------ | ---- |
| 2003 | 第14屆金曲獎 | 《yoyo姊妹》     | 最佳台語女歌手獎 | 《yoyo姊妹》 | 提名 |
| 2007 | 第18屆金曲獎 | 《嗆聲》         | 最佳台語女歌手獎 | 《嗆聲》     | 獲獎 |
| 2011 | 第22屆金曲獎 | 《愛你辣》       | 最佳台語女歌手獎 | 《愛你辣》   | 提名 |
| 2012 | 第23屆金曲獎 | 《月彎彎》       | 最佳台語專輯獎   | 《月彎彎》   | 提名 |
| 2012 | 第23屆金曲獎 | 《月彎彎》       | 最佳台語女歌手獎 | 《月彎彎》   | 獲獎 |
| 2013 | 第24屆金曲獎 | 《造飛機》       | 最佳台語女歌手獎 | 《造飛機》   | 提名 |
| 2014 | 第25屆金曲獎 | 《跳針舞曲2013》 | 最佳年度歌曲獎   | 〈姐姐〉     | 提名 |

### 東南勁爆音樂榜
| 年份   | 獲提名 | 獎項                                  | 結果 |
| ------ | ------ | ------------------------------------- | ---- |
| 2008年 | 謝金燕 | 第6屆東南勁爆音樂榜勁爆最佳閩南語歌手 | 提名 |
| 2009年 | 謝金燕 | 第7屆東南勁爆音樂榜勁爆最佳閩南語歌手 | 獲獎 |
| 2010年 | 謝金燕 | 第8屆東南勁爆音樂榜勁爆最佳閩南語歌手 | 提名 |

### ELLE Style Awards 風格人物大賞
| 年份   | 獲提名 | 獎項                                           | 結果 |
| ------ | ------ | ---------------------------------------------- | ---- |
| 2013年 | 謝金燕 | ELLE Style Awards 風格人物大賞最具風格女歌手獎 | 獲獎 |

### 乘風2024
| 年份   | 獲提名                                                                   | 獎項           | 結果 |
| ------ | ------------------------------------------------------------------------ | -------------- | ---- |
| 2024年 | 《Nobody (Chinese Ver.)》 陳昊宇、萬妮達、孫夏鈴、鄭妮可、袁婭維、謝金燕 | 年度乘風舞台獎 | 獲獎 |

## 售票演唱會
| 時間       | 地點                                  | 演唱會名稱                                   | 主辦/製作單位                                      |
| ---------- | ------------------------------------- | -------------------------------------------- | -------------------------------------------------- |
| 2012.05.12 | 台北小巨蛋                            | 一级棒世界巡迴演唱會-台北場                  | 輿采國際行銷(寬宏藝術)、源活娛樂、啥都打不倒工作室 |
| 2013.08.10 | 高雄巨蛋                              | 一级棒世界巡迴演唱會-高雄場                  | 輿采國際行銷(寬宏藝術)、源活娛樂、啥都打不倒工作室 |
| 2016.04.23 | Foxwoods Resort Casino                | 謝金燕巡迴演唱會-康州站                      | 新地娛樂                                           |
| 2016.05.14 | 台北小巨蛋                            | 蹦蹦趴巡迴演唱會-台北場                      | 寬宏藝術、一直打不倒                               |
| 2016.06.04 | 高雄巨蛋                              | 蹦蹦趴巡迴演唱會-高雄場                      | 寬宏藝術、一直打不倒                               |
| 2017.05.20 | 紐約市立大學皇后學院Colden Auditorium | 謝金燕520演唱會                              | 紐約花蓮慈惠堂、新地娛樂                           |
| 2018.03.31 | 聖淘沙名勝世界會議中心                | 姐姐愛你巡迴演唱會-新加坡站                  | UnUsUal飛凡娛樂                                    |
| 2019.12.14 | 永利澳門宴會廳                        | 謝金燕X黃品源 黃金音樂會                     | 永利澳門、寬魚國際                                 |
| 2021.01.16 | 台北小巨蛋                            | TURN口罩世界巡迴演唱會-台北站                | 開麗娛樂、一直打不倒                               |
| 2022.02.20 | The Row Reno                          | 謝金燕X羅志祥 DANCING WORLD巡迴演唱會-雷諾站 | Joy Entertainment Inc                              |
| 2022.08.20 | 高雄巨蛋                              | TURN口罩世界巡迴演唱會-高雄站                | 開麗娛樂、一直打不倒                               |
| 2024.11.30 | 澳門倫敦人綜藝館                      | 謝金燕2024澳門音樂會                         | 寬魚國際、一直打不倒                               |

## 跨年晚會收視
| 年份   | 名稱         | 備註 |
| ------ | ------------ | --- |
| 2012年 | 台灣跨年晚會 | 包括高雄、台南的最高收視率為3.54，約有78萬1千人在收看（跨年更首唱新國語舞曲《一級棒》） 高雄場歌單：嗶嗶嗶、一級棒、練舞功 台南場歌單：嗶嗶嗶、一級棒、月彎彎、練舞功 |
| 2013年 | 台灣跨年晚會 | 包括台北、高雄、台南的最高收視率為4.46，約有98萬4千人在收看，連續2年跨年收視冠軍（跨年更首唱新國語舞曲《跳起來》） 台北場歌單：嗶嗶嗶、跳起來、眉飛色舞、甲你跳舞、I Am the Best、一級棒、練舞功 高雄及台南場歌單：眉飛色舞、甲你跳舞、I Am the Best、嗶嗶嗶、跳起來、一級棒、不如跳舞、練舞功       |
| 2014年 | 台灣跨年晚會 | 包括台北、高雄的最高收視率為7.75，約有171萬4千人在收看，連續3年成為全台灣跨年晚會的轉播片段中收視率最高的表演藝人，且高於跨年重頭戲-台北101煙火的最高收視率5.69。 歌單：練舞功、墓仔埔也敢去、妳是我的花朵、熱舞恰恰、Bar Bar Bar阿公呷無飽、嗶嗶嗶、跳起來、姐姐                                    |
| 2015年 | 台灣跨年晚會 | 高雄場歌單：傷心的人別聽慢歌、狂野之城、內山姑娘要出嫁、The Fox、要發達、姐姐 台中場歌單：姐姐、傷心的人別聽慢歌、狂野之城、內山姑娘要出嫁、The Fox、奶奶、要發達 |
| 2016年 | 台灣跨年晚會 | 包括台北、高雄，台北開場收視率為3.64，是全台歷年來開場最高收視。（跨年更首唱新國語舞曲〈蹦X趴〉） 歌單：姐姐、要發達、愛情陷阱、Bubble Pop、妖怪手錶、蹦X趴 |
| 2018年 | 台灣跨年晚會 | 在高雄夢時代謝金燕擊敗眾歌手勇奪收視冠軍，平均收視2.41，贏過台北場平均2.11收視。最高收視為4.37落在謝金燕演唱新歌〈Turn口罩〉。 桃園場歌單：練舞功、跳起來、叉燒包、粉紅色的腰帶、舞曲大悲咒、姐姐、Turn口罩 高雄場歌單：練舞功、跳起來、叉燒包、粉紅色的腰帶、冬天裡的一把火、嗶嗶嗶、姐姐、Turn口罩 |
| 2019年 | 台灣跨年晚會 | 桃園場歌單：練舞功、極速、Turn口罩、跳起來、姐姐 屏東場歌單：練舞功、跳起來、Turn口罩、姐姐 |
| 2020年 | 台灣跨年晚會 | 創下桃園舉辦跨年晚會近年來最高收視成績3.62榮登全台壓軸演出的冠軍，Youtube直播更累計達150萬次觀看，最多線上同時在線4.7萬人，盤據YouTube發燒影片第一名。 歌單：一級棒、Turn口罩、嗆聲、練舞功、極速的愛、YOYO姐妹、含淚跳恰恰、叉燒包、姐姐                                                            |
| 2024年 | 台灣跨年晚會 | 收視成績2.42，榮登高雄跨年及全台壓軸演出的冠軍，Youtube直播最多線上同時在線6萬人，YouTube發燒影片最高第ㄧ名。 歌單：獨一無二、酸甘蜜甜、甲你跳舞、潘朵拉、含淚跳恰恰、啊哥哥、愛來愛去、笑笑看一切、姐姐、月彎彎                                                                                     |